# Зимове сонцестояння в українській культурі
Зимове сонцестояння в українській культурі – комплекс світоглядних, обрядових, мистецьких та інших українських практик традиційного і новітнього характеру пов'язаних із зимовим сонцестоянням.

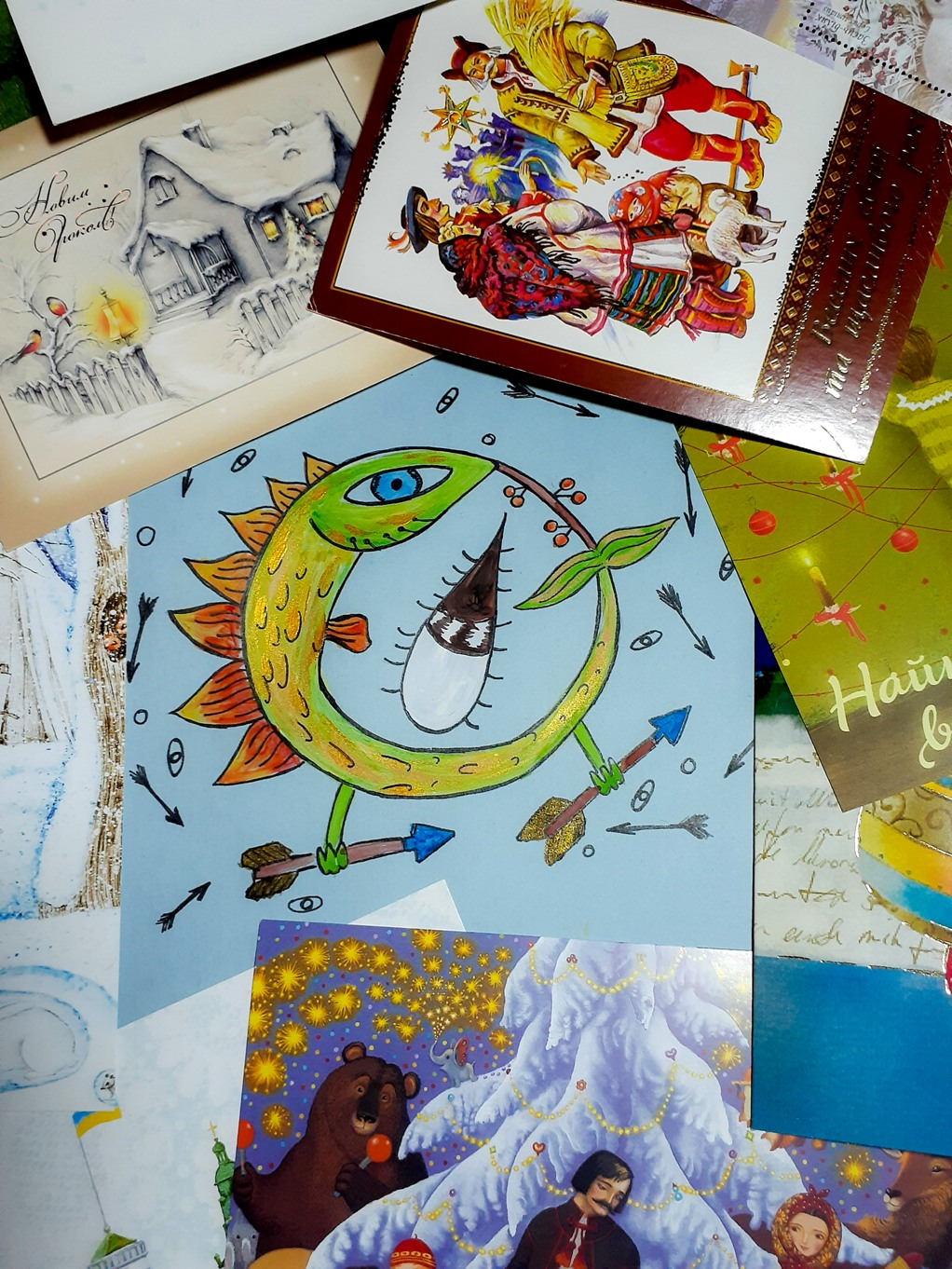
Новорічні листівки та картки

## В традиційній культурі
Збільшення світлового дня для українців розпочиналося із зимового сонцестояння та ритуалів на честь народження нового сонця. Вони відігравали роль пускових механізмів ініціальної магії, скерованої на забезпечення успішності чергового землеробського року. Українські народні традиції зимового сонцестояння відтворювалися на свято Коляди. За припущенням фольклориста Олекси Воропая, слово «коляда» походить від назви Нового року у римлян – calendae januariae, а однокорінні слова збереглися у сучасній мові французів, румунів, чехів, сербів, словаків, поляків, росіян, литовців. В українській обрядовості цей різдвяний фольклорний жанр пов'язується з культом Коляди – язичницького божества зимового сонцестояння, подібного до римського Януса.

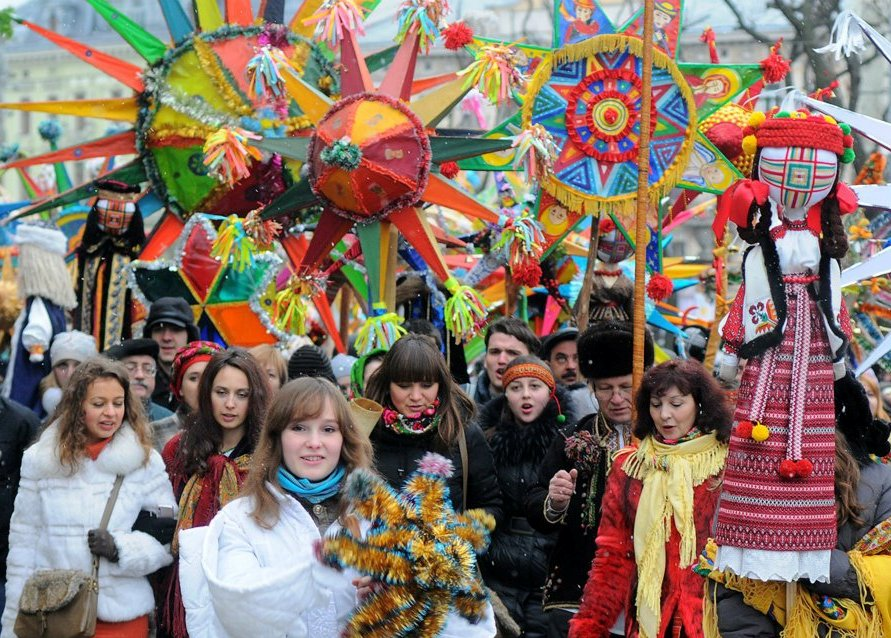
Парад вуличних вертепів у Львові, початок 2010-х років

Як вважає Роман Кирчів, риси колядної народної поезії пов'язані з давнім культом зимового сонцестояння, аграрномагічною і величально-побажальною функцією обряду колядування. Говорячи про зимовий пісенний цикл Світлана Протасова називає його чи не найбагатшим в українському обрядовому фольклорі. Така їх перевага над іншими календарно-обрядовими жанрами частково може пояснюватися взаємним накладанням двох історичних хвиль зимових свят – язичницького народження «Нового Сонця» (зимове сонцестояння) та християнського народження єдиного Бога (Різдво Христове). Подвійна значимість зимового пісенного репертуару міцно закріпилася в пам'яті українців ще й багатократною повторюваністю пісень у сакральному різдвяноноворічному дійстві – ритуальному обході дворів.
В контексті інших поглядів на давні язичницькі уявлення, можна згадати що вдруге жіноче родильне свято з вшанування Рожаниць (богинь плодючості) проводилося після 25 грудня. Ці збіги язичницьких свят з християнськими пояснюються необхідністю дякувати богам за врожай і уявленням про зимове сонцестояння як переломний момент зими. До того ж в обидвох випадках задіяні сакральні жіночі постаті, які народжують.
Серед зразків матеріальної культури можна згадати карпатське святилище на Писаному Камені (Верхній Ясенів), що становить своєрідний другий ритуальний комплекс містеріального характеру, пов'язаний із зустріччю Нового року чи літнього сонцестояння. За підсумками обстеження у 2014-му році «Скель Довбуша» у с. Бубнище Івано-Франківської області виявлено два вівтарні комплекси. Один з них, наземний, був пов'язаний із обрядово-ритуальними діями в період зимового сонцестояння 21–22 грудня.
Щодо регіональних особливостей, то свята, що приурочені до зимового сонцестояння, мають на Гуцульщині стійкі традиційні риси, які увібрали в себе основні ознаки соціального життя, позначені впливом основного пастушого господарсько-культурного типу, розкривають комунікативну, естетичну, морально-етичну функції звичаїв та обрядів населення в умовах гірського ландшафту.
Згідно календарної обрядовості українців Словаччини у кудельній хаті в період зимового сонцестояння дівчата приносили продукти, з яких готували гостину. Випікався обрядовий хліб ламаник, назва якого походить від самого обряду (ламаник, ламанча, ламаный вечур). Кульмінацією цього обряду було ламання або підпалювання парубками куделі коханій дівчині, щоб до наступного вечіркового сезону їй виготовили нову.
Як цикл дій, що програмували майбутній врожай обрядові дії українців практикувалися від зимового сонцестояння до майже весняного рівнодення.

## Уявлення в неоязичництві
В календарі звичаєво-обрядових свят вінницької громади «Вінець Бога» день зимового сонцестояння – це закінчення Корочуна – найтемнішої частини року. У зв'язку із найдовшою ніччю вважається, що життя сонця завмирає і воскресає через три дні, впродовж яких Бог утверджує Світ Прави, Світ Нави і Світ Яви. Після цього настає Святий Вечір і Коляда — великі свята на честь народження Божича (нового Хороса-Сонця). Завершується сонячний річний колообіг і розпочинається новий світловий рік.
Волхв Руського православного кола Світовит Пашник зазначає, що кожний з чотирьох періодів сонячного річного кола має свого божественного покровителя з відповідним до його прояву іменем. Коляда при цьому – наймолодший образ Сонця, що діє від зимового сонцестояння до весняного рівнодення, і уявлятися як дитина до 15-річного віку. При цьому Коляда хоч і згадується у Велесовій книзі, однак із часом зимового сонцестояння в ній пов'язаний Дажбог. Корчуна він наводить як злий образ свята, наближений до бога смерті.

## Медіа-культура
В грудні українські мас-медіа звертаються до теми зимового сонцестояння, поєднуючи автентичні фольклорні дані із псевдо-достовірними без посилань на джерела. Експертами долучаються як фахові фольклорознавці, так і маги, психотерапевти, астрологи тощо. Аудиторії радять робити генеральне прибирання, ворожити, прикрашати оселю та ялинку за особливим принципом, загадувати бажання тощо. Висувають ряд заборон. Міфопоетизують цей день (мовляв, на зимове сонцестояння можна почути у небі ляскання зброї від битви сил добра і зла),.

## Мистецтво
Дія роману Івана Білика «Дикі білі коні» (перша частина з трилогії «Скіфи») завершуються в день свята Корочуна, тобто в день зимового сонцестояння, напередодні свята Коляди.
У романі Лади Лузіної «Крижана царівна» крізь призму протистояння язичницької та християнської релігійної традицій розповідається, що давні слов'яни під час днів зимового сонцестояння згадували померлих родичів, пригощали їхні душі, запрошували їх оберігати своїх нащадків.
Поема Патриції Килини «Полум'яний бик» містить вірш «Золоті роги» із рядками:
| «Вже неплідні жінки не торкають рогів / вже заборонено в ніч зимового сонцестояння / прив’язувати фоєрверки до рогів бика, / щоб він біг і ревів у бурі іскор, / щоб роги зродили два сонця»[19] |
Зимовому сонцестоянню присвячена поезія Василя Мойсишина, де згадуються Малий Ґорґан та Мара.